# Andrés Gómez (koszykarz)
Andrés Gómez Domínguez (ur. 30 listopada 1913 w Guadalajarze, zm. 26 lipca 1991 w Meksyku) – meksykański koszykarz, brązowy medalista letnich igrzysk olimpijskich w Berlinie. Zagrał w jednym spotkaniu.